# Xavier Chavalerin
Xavier Chavalerin, né le 7 mars 1991, est un footballeur français. Il joue au poste de milieu relayeur avec l'ESTAC Troyes.

## Biographie
Originaire de Villeurbanne, Xavier Chavalerin intègre le Centre de Formation de l'Olympique lyonnais à l’âge de 13 ans. Il effectue ses classes aux côtés de Samuel Umtiti, Clément Grenier, ou Alexandre Lacazette, entre autres; il rejoint l'équipe réserve qui évolue en CFA avec 1 match à l'âge de 18 ans. Lors des saisons suivantes, il commence par se faire une place dans cette équipe avec un total de 58 matchs et 8 buts au compteur. En 2012, Lyon B est premier de son groupe de CFA et Xavier réalise une saison correcte avec 27 matchs et 6 buts.
En 2012, avec Thomas Fontaine et Nicolas Seguin, il signe un contrat de trois ans avec le Tours FC. Le 30 juillet 2012, il effectue son baptême du feu en Ligue 2 par une défaite au Stade Louis-II contre l'AS Monaco (0-4), Xavier Chavalerin rentre à la mi-temps à la place de Billy Ketkeophomphone. Xavier peine à s'imposer dans le club tourangeau, mais il marque son premier but en professionnel le 8 février |2013 contre l'AJ Auxerre (2-3). Après une saison mitigée, il devient titulaire régulier de l'équipe tourangelle. 
En juillet 2015, il rejoint le Red Star FC. Il est titulaire dans cette équipe basée à Saint-Ouen (Seine-Saint-Denis) qui vient de monter en Ligue 2 ; mais si les verts et blancs terminent cinquième du championnat en 2016, ils ne peuvent éviter la relégation en National, l'année suivante.
Le 22 juin 2017, Xavier Chavalerin signe un contrat de deux ans avec le Stade de Reims. Dans cette équipe, il retrouve le milieu Danilson da Cruz, le défenseur Julian Jeanvier et l'attaquant Anatole Ngamukol avec lesquels il a évolué lors de sa première saison au Red Star. Xavier Chavalerin marque dès son premier match avec l'équipe rémoise, une rencontre amicale contre l'AJ Auxerre le 7 juillet 2017 ; c'est le prélude à sa meilleure saison : jouant 35 matchs pour 5 buts marqués et 2 passes décisives, il participe à la conquête du titre de Champion de France de Ligue 2 et à la remontée en Ligue 1 des Rouges et Blancs.
Le 29 août 2021, il signe un contrat de trois ans avec l'ESTAC Troyes.

## Statistiques
| Saison                | Club                  | Championnat           | Championnat | Championnat | Coupe nationale | Coupe nationale | Coupe de la Ligue | Coupe de la Ligue | Compétition(s) continentale(s) | Compétition(s) continentale(s) | Compétition(s) continentale(s) | Total | Total |
| Saison                | Club                  | Division              | M.          | B.          | M.              | B.              | M.                | B.                | Comp.                          | M.                             | B.                             | M.    | B.    |
| 2012-2013             | Tours FC              | Ligue 2               | 27          | 1           | 1               | 0               | 2                 | 0                 | -                              | -                              | -                              | 30    | 1     |
| 2013-2014             | Tours FC              | Ligue 2               | 32          | 2           | 1               | 0               | 4                 | 1                 | -                              | -                              | -                              | 37    | 3     |
| 2014-2015             | Tours FC              | Ligue 2               | 35          | 0           | 3               | 0               | 1                 | 0                 | -                              | -                              | -                              | 39    | 0     |
| Sous-total            | Sous-total            | Sous-total            | 94          | 3           | 5               | 0               | 7                 | 1                 | -                              | -                              | -                              | 106   | 4     |
| 2015-2016             | Red Star FC           | Ligue 2               | 32          | 0           | -               | -               | 1                 | 0                 | -                              | -                              | -                              | 33    | 0     |
| 2016-2017             | Red Star FC           | Ligue 2               | 33          | 2           | -               | -               | 1                 | 0                 | -                              | -                              | -                              | 34    | 2     |
| Sous-total            | Sous-total            | Sous-total            | 65          | 2           | -               | -               | 2                 | 0                 | -                              | -                              | -                              | 67    | 2     |
| 2017-2018             | Stade de Reims        | Ligue 2               | 35          | 5           | 1               | 0               | 1                 | 0                 | -                              | -                              | -                              | 37    | 5     |
| 2018-2019             | Stade de Reims        | Ligue 1               | 36          | 2           | 2               | 0               | 1                 | 0                 | -                              | -                              | -                              | 39    | 2     |
| 2019-2020             | Stade de Reims        | Ligue 1               | 24          | 1           | 1               | 0               | 3                 | 0                 | -                              | -                              | -                              | 28    | 1     |
| 2020-2021             | Stade de Reims        | Ligue 1               | 30          | 0           | -               | -               | -                 | -                 | C3                             | 2                              | 0                              | 32    | 0     |
| 2021-2022             | Stade de Reims        | Ligue 1               | 3           | 0           | -               | -               | -                 | -                 | -                              | -                              | -                              | 3     | 0     |
| Sous-total            | Sous-total            | Sous-total            | 128         | 8           | 4               | 0               | 5                 | 0                 | -                              | 2                              | 0                              | 139   | 8     |
| 2021-2022             | ES Troyes AC          | Ligue 1               | 34          | 5           | 1               | 0               | -                 | -                 | -                              | -                              | -                              | 35    | 5     |
| 2022-2023             | ES Troyes AC          | Ligue 1               | 34          | 4           | -               | -               | -                 | -                 | -                              | -                              | -                              | 34    | 4     |
| 2023-2024             | ES Troyes AC          | Ligue 2               | 31          | 3           | -               | -               | -                 | -                 | -                              | -                              | -                              | 31    | 3     |
| 2024-2025             | ES Troyes AC          | Ligue 2               | 16          | 0           | 2               | 0               | -                 | -                 | -                              | -                              | -                              | 18    | 0     |
| Sous-total            | Sous-total            | Sous-total            | 115         | 12          | 3               | 0               | -                 | -                 | -                              | -                              | -                              | 118   | 12    |
| Total sur la carrière | Total sur la carrière | Total sur la carrière | 402         | 25          | 12              | 0               | 14                | 1                 | -                              | 2                              | 0                              | 430   | 26    |

## Palmarès
- Champion de France de Ligue 2 en 2018 avec le Stade de Reims